# Jüdischer Friedhof (Floß)

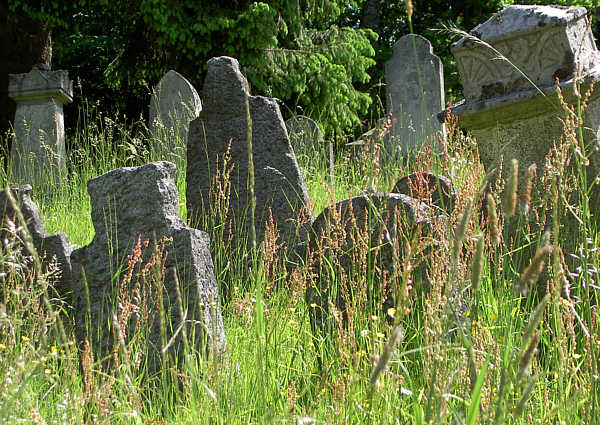
Jüdischer Friedhof in Floß

Der Jüdische Friedhof Floß in Floß, einer Gemeinde im Oberpfälzer Landkreis Neustadt an der Waldnaab (Bayern), liegt auf einer Anhöhe nordöstlich des Ortes, rechts an der Straße nach Flossenbürg.

## Geschichte
Die jüdische Gemeinde Floß errichtete 1692 ihren eigenen Friedhof, d. h. sieben Jahre nach der Niederlassungserlaubnis für die ersten Juden in Floß.
Der Friedhof wurde auch von den jüdischen Gemeinden in Schönsee, Waidhaus und bis 1901 auch von der jüdischen Gemeinde in Weiden genutzt. Der Friedhof wurde 1729, 1754 und 1780 erweitert und die Friedhofsfläche beträgt 7,50 Ar. 1775 wurde eine Mauer aus Granit um den Friedhof gebaut, die 1778 und 1842 erweitert wurde. Heute sind noch etwa 400 Grabsteine (Mazewot) erhalten und der älteste ist von 1692. Die letzte Beisetzung fand 1946 statt.

## Schändungen
Der Friedhof wurde bereits vor der Zeit des Nationalsozialismus, Ende Oktober 1929, geschändet. Auch nach 1945 geschahen Schändungen, so wurden im August 1997 44 Grabsteine umgeworfen.